# Guntis Rēķis
Guntis Rēķis (* 3. listopadu 1974 Riga, Sovětský svaz) je lotyšský sáňkař, dvojnásobný bronzový medailista z roku 2008 a 2009 z mistrovství světa ze závodů družstev. Čtyřikrát startoval na olympijských hrách, nejlépe se umístil hned při svém prvním startu na hrách v Naganu v roce 1998, kde obsadil 17. místo.